# العلاقات السيراليونية الغرينادية
العلاقات السيراليونية الغرينادية هي العلاقات الثنائية التي تجمع بين سيراليون وغرينادا.

## مقارنة بين البلدين
هذه مقارنة عامة ومرجعية للدولتين:
| وجه المقارنة                                              | سيراليون       | غرينادا                                |
| --------------------------------------------------------- | -------------- | -------------------------------------- |
| المساحة (كم2)                                             | 71.74 ألف      | 348                                    |
| عدد السكان (نسمة)                                         | 7.56 مليون     | 107.83 ألف                             |
| الكثافة السكانية (ن./كم²)                                 | 105.38         | 30.99 ألف                              |
| العاصمة                                                   | فريتاون        | سانت جورجز                             |
| اللغة الرسمية                                             | لغة إنجليزية   | لغة إنجليزية، إنكليزية غرنادة المولدة ‏ |
| العملة                                                    | ليون سيراليوني | دولار شرق الكاريبي                     |
| الناتج المحلي الإجمالي (بليون دولار)                      | 3.77 مليار     | 1.12 مليار                             |
| الناتج المحلي الإجمالي (تعادل القوة الشرائية) بليون دولار | 10.13 مليار    | 1.45 مليار                             |
| الناتج المحلي الإجمالي الاسمي للفرد دولار أمريكي          | 653            | 9.21 ألف                               |
| الناتج المحلي الإجمالي للفرد دولار أمريكي                 | 1.97 ألف       | 12.43 ألف                              |
| مؤشر التنمية البشرية                                      | 0.413          | 0.750                                  |
| رمز المكالمات الدولي                                      | +232           | +1473                                  |
| رمز الإنترنت                                              | .sl            | .gd                                    |
| المنطقة الزمنية                                           | 00             | 00                                     |

## منظمات دولية مشتركة
يشترك البلدان في عضوية مجموعة من المنظمات الدولية، منها:
| علم المنظمة | اسم المنظمة                                 | تاريخ انضمام سيراليون | تاريخ انضمام غرينادا |
| ----------- | ------------------------------------------- | --------------------- | -------------------- |
|             | مؤسسة التنمية الدولية                       | 13 نوفمبر 1962        | 28 أغسطس 1975        |
|             | يونسكو                                      | 28 مارس 1962          | 17 فبراير 1975       |
|             | مؤسسة التمويل الدولية                       | 10 سبتمبر 1962        | 28 أغسطس 1975        |
|             | منظمة حظر الأسلحة الكيميائية                | ?                     | ?                    |
|             | الأمم المتحدة                               | 27 سبتمبر 1961        | 17 سبتمبر 1974       |
|             | الاتحاد الدولي للاتصالات                    | 30 ديسمبر 1961        | 17 نوفمبر 1981       |
|             | منظمة الشرطة الجنائية الدولية               | ?                     | ?                    |
|             | البنك الدولي للإنشاء والتعمير               | 10 سبتمبر 1962        | 27 أغسطس 1975        |
|             | الاتحاد البريدي العالمي                     | ?                     | ?                    |
|             | المركز الدولي لتسوية المنازعات الاستشارية   | 14 أكتوبر 1966        | 23 يونيو 1991        |
|             | وكالة ضمان الاستثمار متعدد الأطراف          | 20 يونيو 1996         | 12 أبريل 1988        |
|             | مجموعة دول أفريقيا والكاريبي والمحيط الهادئ | ?                     | ?                    |
|             | منظمة التجارة العالمية                      | ?                     | ?                    |
|             | دول الكومنولث                               | 1961                  | ?                    |